# あかのれん

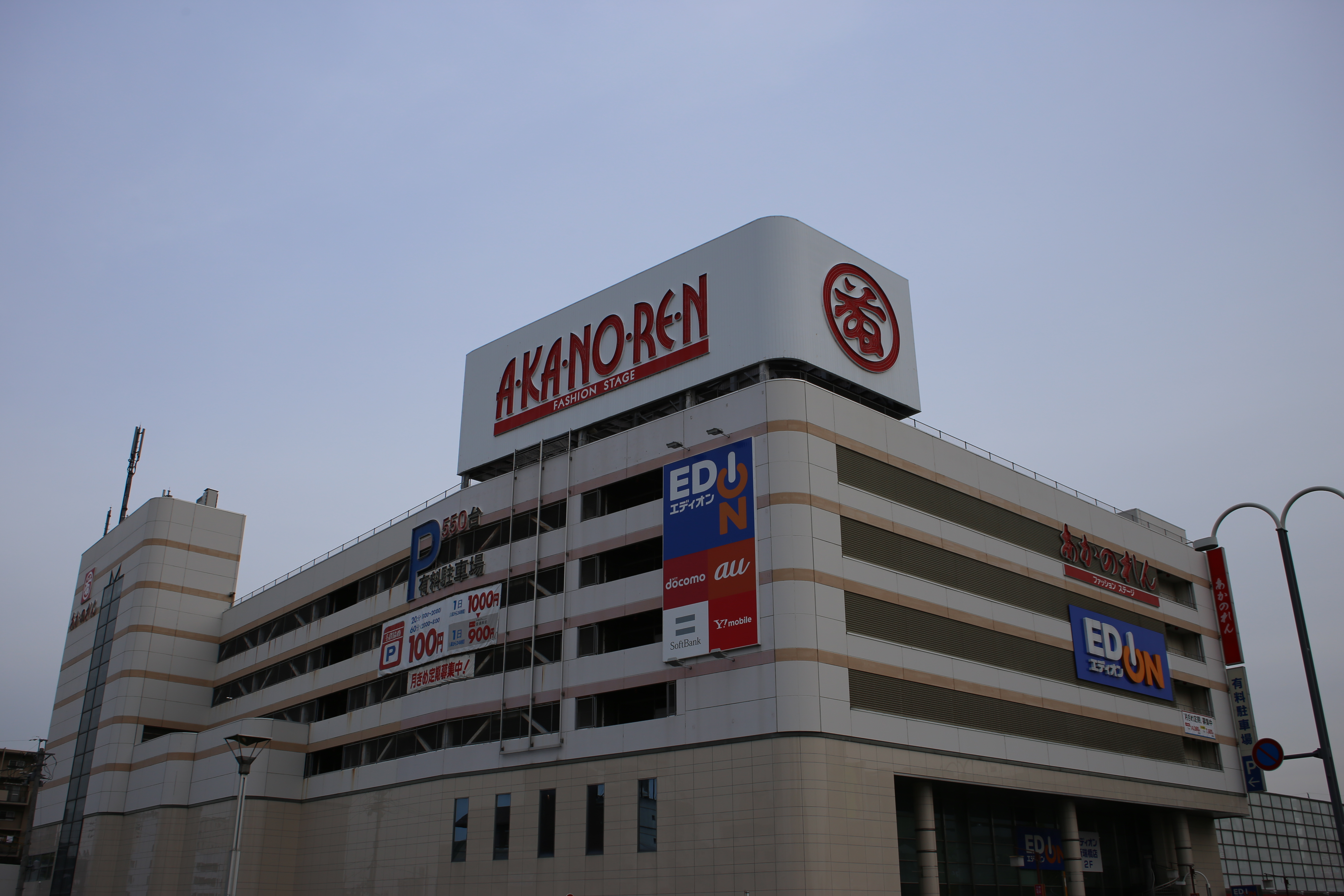
あかのれん新瑞橋店

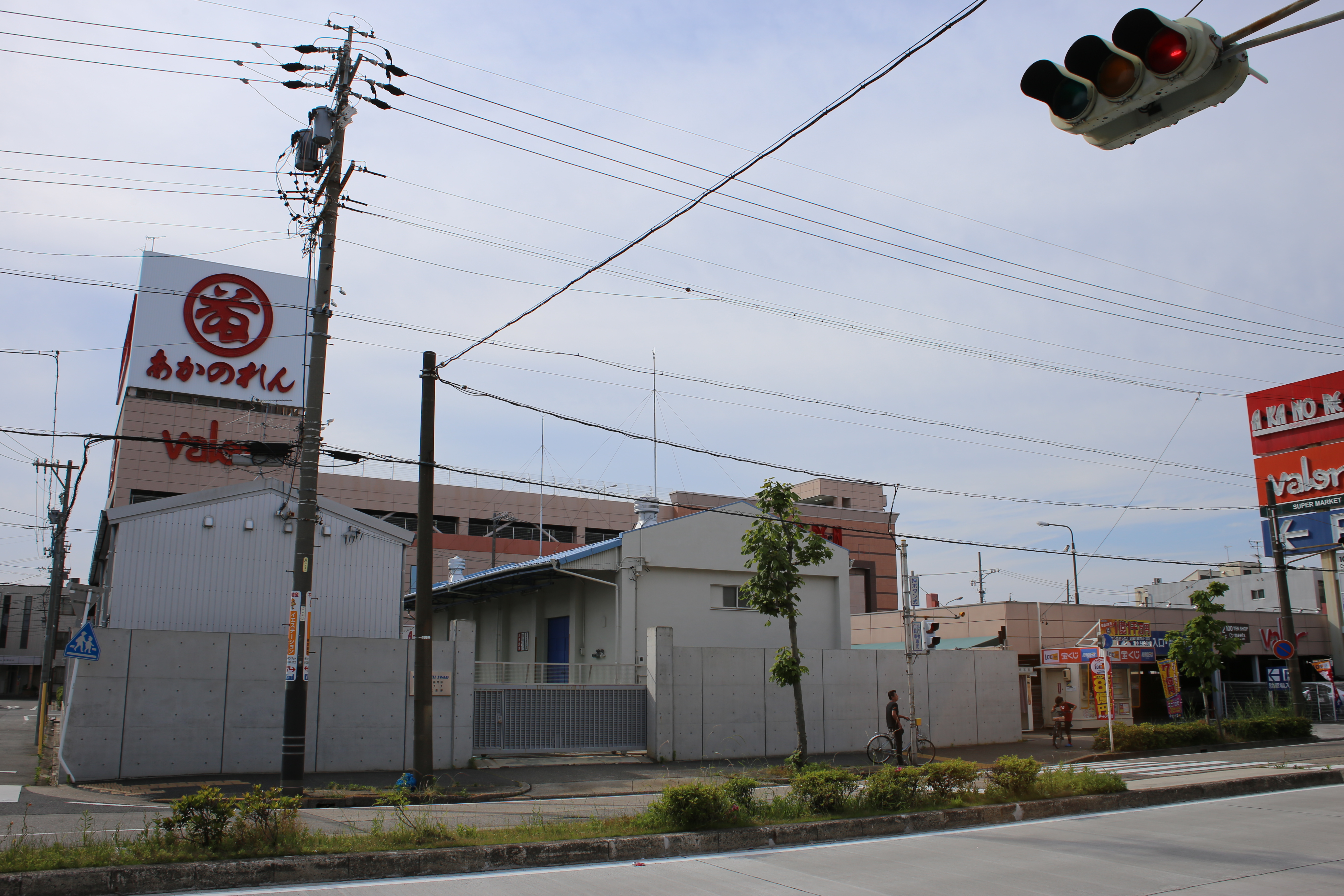
あかのれん内田橋店

株式会社あかのれん（英: AKANOREN Co.,Ltd.）は、愛知県名古屋市南区内田橋一丁目3番19号に本社を置く衣料品のチェーンストア。

## 歴史・概要
1919年（大正8年）に個人経営のあかのれん呉服店として創業し、1950年（昭和25年）5月に資本金1200万円で株式会社あかのれんを設立して法人化した。
ユニー株式会社と提携し、1970年（昭和45年）11月には同社と「ヤマダ屋」および「吉田屋」を加えた4社共同で「株式会社FCユニー」を設立した。
しかし、それから4年3か月後の1975年（昭和50年）2月に株式会社FCユニーを吸収合併して再出発した。
現在は中部地方・近畿地方の12府県（愛知県・岐阜県・三重県・静岡県・長野県・富山県・石川県・福井県・滋賀県・奈良県・京都府・大阪府）においてショッピングセンターに核店舗としての衣料品専門店を出店する事業を展開している。

## 沿革
- 1919年（大正8年） - 伊藤藤三郎が、個人経営の「いとう呉服店」を創業、あかのれんと改名[4]。
- 1950年（昭和25年）5月 - 資本金1200万円で、株式会社あかのれんを設立[1]、伊藤英明が社長に就任。
- 1958年（昭和33年） - 東海銀行旧内田橋支店跡地を買収し、本店を新築移転。
- 1960年（昭和35年） - 名古屋市南区内田橋にて、当時としては画期的なセルフサービスを組み入れた新しい経営手法を導入[4]。
- 1970年（昭和45年）
  - 内田橋を移転新築し、4階建ての総合大型店としてオープン[4]。
  - 11月に、ユニー株式会社と業務提携し、ヤマダ屋および吉田屋を加えた4社共同で株式会社FCユニーを設立[3]。
- 1975年（昭和50年）2月 - 株式会社FCユニーを吸収合併[1]。
- 1979年（昭和54年） - 3代目社長に伊藤美代子が就任[4]。
- 1986年（昭和61年） - 猪子石店がショッピングセンターとしてASTY店にリニューアルオープン[4]。
- 1989年（平成元年） - 4代目社長に山本誠一が就任[4]。
- 1997年（平成9年） - 新瑞橋店を全面的にスクラップ＆ビルド、自走式立体駐車場を備えた大型スペシャリティストアとしてオープン[4]。
- 2003年（平成15年） - 5代目社長に伊藤享司が就任[4]。
- 2009年（平成21年） - 50店舗突破。
- 2019年（令和元年）5月 - 創業100周年[4]。
- 2022年（令和4年）2月 - 株式会社あかのれんホールディングスおよび株式会社アレンが設立[4]。

## 店舗・ストアブランドなど
中部地方・近畿地方の12府県（愛知県・岐阜県・三重県・静岡県・長野県・富山県・石川県・福井県・滋賀県・奈良県・京都府・大阪府）においてショッピングセンターに核店舗としての衣料品専門店を出店する事業を展開している。
現行の店舗やストアブランドは「公式サイト」を参照。